# Bouzincourt Communal Cemetery Extension
Bouzincourt Communal Cemetery Extension is een begraafplaats gelegen in de Franse plaats Bouzincourt (Somme). De militaire graven worden onderhouden door de Commonwealth War Graves Commission.
De begraafplaats telt 483 geïdentificeerde graven waarvan 481 Gemenebest graven uit de Eerste Wereldoorlog en 2 overige graven uit de Eerste Wereldoorlog.